# Gino Boccasile
Luigi Boccasile, dit Gino Boccasile, est un dessinateur, peintre, graphiste, illustrateur et affichiste italien, né à Bari le 14 juillet 1901 et mort à Milan le 10 mai 1952.
Bien qu'étant accidentellement éborgné à l'âge de 10 ans, il suit une formation de graphiste et, part s'installer à Milan, se fait rapidement une réputation de dessinateur de modes. Ayant bientôt fondé sa propre agence, il crée des affiches publicitaires, illustre revues et collections de livres, mais, fasciste convaincu, accepte aussi le rôle d'affichiste attitré du régime mussolinien, et est ainsi, jusqu'aux derniers jours de la république de Salò, l'irréductible propagandiste politique et guerrier du régime. Relativement peu inquiété à la libération, mais nullement repenti, il exécute des affiches pour le Mouvement social italien d'extrême droite, tout en poursuivant ses activités de graphiste publicitaire. Son dernier projet, que vient interrompre sa mort prématurée, est l'illustration, en une centaine de planches, du Décaméron de Boccace. Le type particulier de jeune femme qu'il met en scène, tant dans ses publicités que dans ses illustrations qu'il réalisa pour des ouvrages ou des revues à caractère érotique, avant et après la guerre, en font le père d'un archétype de « pin-up méditerranéenne », plus charnelle et terrienne que celles conçues par ses homologues américains.

## Vie et œuvre

### Jeunesse et débuts comme graphiste
Né en 1901 dans le centre-ville de Bari, d'un père représentant en parfums et cosmétiques, et d'une mère au foyer, Boccasile vit son enfance marquée par un événement dramatique : alors qu'il jouait avec ses camarades sur un chantier de construction, il fut atteint au visage par une giclée de chaux vive, qui lui fit perdre l'usage de l'œil gauche.
Après des études à l'école locale des arts et métiers, il s'en alla, à la mort de son père, s'établir à Milan, et trouva à s'employer dans les ateliers graphiques d'Achille Luciano Mauzàn, où il commença par dessiner des modèles de vêtements féminins. Il sut bientôt imposer son propre style, très singulier, et de fait le public féminin se pressaient aux vitrines qui exposaient ses créations. Sa notoriété et son succès étaient alors devenus tels que le journal La Gazzetta del Mezzogiorno crut devoir, par une note de son correspondant à Milan le 13 juin 1929, faire état, à l'intention des citoyens de Bari, de la grande renommée que leur concitoyen avait acquise dans les milieux de la mode. En 1930, les organisateurs de la première édition de la Foire du Levant de Bari confièrent à Boccasile le soin de confectionner une série de 30 estampes pour commémorer cet événement.
Sur sollicitation d'Achille Mauzàn, qui avait résolu de transférer ses activités en Amérique du Sud pour une longue période, Gino Boccasile, ou « Gi Bi », ainsi qu'il avait accoutumé de signer ses œuvres et que le nommaient ses amis, décida de partir pour l'Argentine, mais, rapidement désillusionné, ne resta pas à Buenos Aires plus de deux mois. Entre-temps, il avait fait la connaissance d'Alma Corsi, sa future épouse, qui lui donnera deux enfants : Bruna et Giorgio. Aussitôt après son retour à Milan, il repart, pour Paris cette fois, où il se fait connaître également comme peintre, par deux siens tableaux exposés au Salon des indépendants de Paris en 1932.
Rentré en Italie, il fonda à Milan, conjointement avec son ami Francesco Aloi, un agence de publicité, l'Acta, sise dans la Galleria del Corso. Il collabora à la réalisation graphique de nombreuses revues, parmi lesquelles, dans un premier temps, les revues de mode La Donna et Dea (entre 1932 et 1933), puis plus tard La Lettura (1934), Bertoldo (1936), Il Milione (1938), L'Illustrazione del medico (1939), et enfin Grazia, Ecco, Settebello et Il Dramma (1939).
De 1933 à 1941, il illustra pour le compte de la maison d'édition Mondadori une douzaine de livres de la série pour enfants Romanzi della palma, et travailla aussi pour les éditions Campi (Editoriale Campi) de Foligno, réalisant les couvertures du Canzoniere della Radio.
Toutefois, il devra sa renommée surtout aux Signorine Grandi Firme, série d'illustrations particulièrement heureuses, en couleurs, représentant des figures féminines qui avaient auparavant paru sur la couverture de la revue Le Grandi Firme (Les grandes signatures), publication littéraire fondée et dirigée par le journaliste et écrivain Pitigrilli (pseudonyme de Dino Segre) et transformée ensuite en rotogravure hebdomadaire par Cesare Zavattini après la reprise du titre par Mondadori. Entre 1937 et 1938, Boccasile réalisa ainsi, pour ladite revue, 76 couvertures — ultérieurement réunies en volume chez Faeti, en 1981 —, devenant l'inventeur de cette figure féminine particulière destinée à se muer en mythe et modèle de la femme italienne de l'avant-guerre.

### Au service du régime fasciste

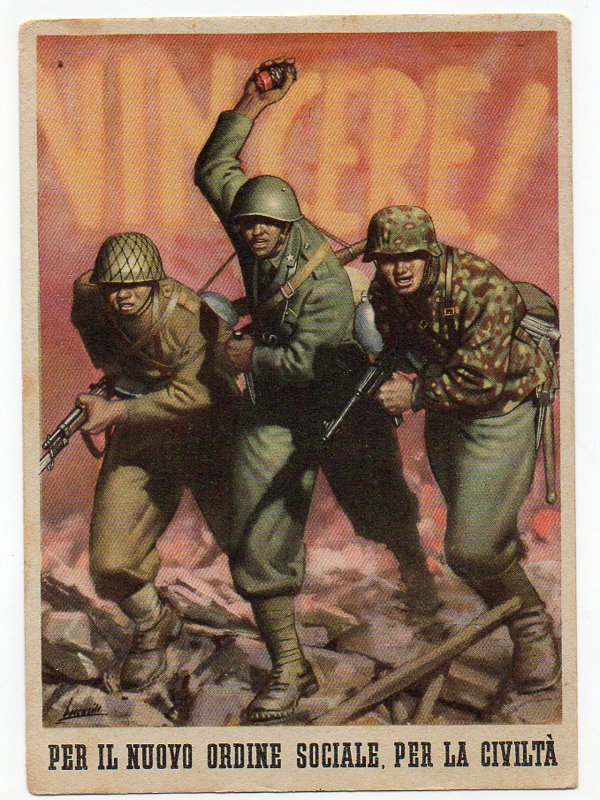
Affiche de propagande en 1943.

En 1938, il fut l'un des signataires du Manifeste de la Race, plaidoyer en faveur de l'instauration des lois raciales fascistes.
Pendant la Seconde Guerre mondiale, il consentit à collaborer avec le ministère de la Guerre, qui le désigne graphiste propagandiste officiel, et réoriente son activité graphique vers la propagande guerrière, exaltant les combattants, les armes, les exploits italiens. Les victoires militaires italiennes initiales furent toutefois bientôt suivies des premières rudes défaites, en particulier la reddition du duc d'Aoste, encore qu'avec l'honneur des armes, à la suite d'une héroïque résistance lors de la deuxième bataille de l'Amba Alagi, qui mit fin à l'occupation italienne de l'Éthiopie, fait d'armes qui inspira à Boccasile l'affiche Ritorneremo (Nous reviendrons). En 1942 parut une série de 12 estampes signées Boccasile, qui décrivent les atrocités commises par les bolchéviques et les souffrances du peuple russe opprimé par le pouvoir communiste.
Après la proclamation Badoglio du 8 septembre 1943, Boccasile adhéra à la République sociale italienne (RSI), se chargeant d'en concevoir les affiches de propagande. Il fut nommé lieutenant de la 29e Waffen-Grenadier-Division des SS italiennes et ne cessera de produire des affiches célébrant le régime fasciste républicain et appelant à la loyauté à l'alliance avec le Troisième Reich.
Cependant que la haine s'amplifiait et qu'éclatait la guerre civile en Italie, Boccasile, loin d'atténuer ses positions politiques, au contraire se radicalisa. Les titres de ses affiches de cette époque parlent d'eux-mêmes : « Aucune pitié pour les traîtres et rebelles », « Résistance armée contre l'envahisseur anglo-américain, seul moyen de sauver l’honneur de l’Italie souillée de trahison », « Engagez-vous dans la Légion SS italienne. Ce n'est que l'arme au poing que l'on sauvera l'Italie », « L'Allemagne est vraiment notre amie », etc. En 1982, le critique Pigozzi retraça ainsi son évolution artistique : « Si ses toutes premières productions le révèlent attentif à la rupture, induite par le futurisme, des schèmes typographiques traditionnels et à la synthèse postcubiste, dans les années suivantes cependant prévaudra, des affiches aux estampes, un style incisif fait de michel-angélisme et de rhétorique romaine qui le portera à être souvent protagoniste de la rhétorique du régime, et ce jusqu'à La Germania è veramente vostra amica de 1943, affiche emblématique, par son réalisme, de toute la non-culture publicitaire fasciste ».
Il semble que ce soit Mussolini lui-même qui le voulait à ses côtés durant les années de la RSI. Ses affiches faisaient figure d'icônes, mises au service d'un État fasciste alors déterminé à poursuivre le combat aux côtés des Allemands. Il se raconte que le dessinateur travailla jusqu'au dernier instant, avec les miliciens de la SS italienne montant la garde autour de son atelier.

### L'après-guerre

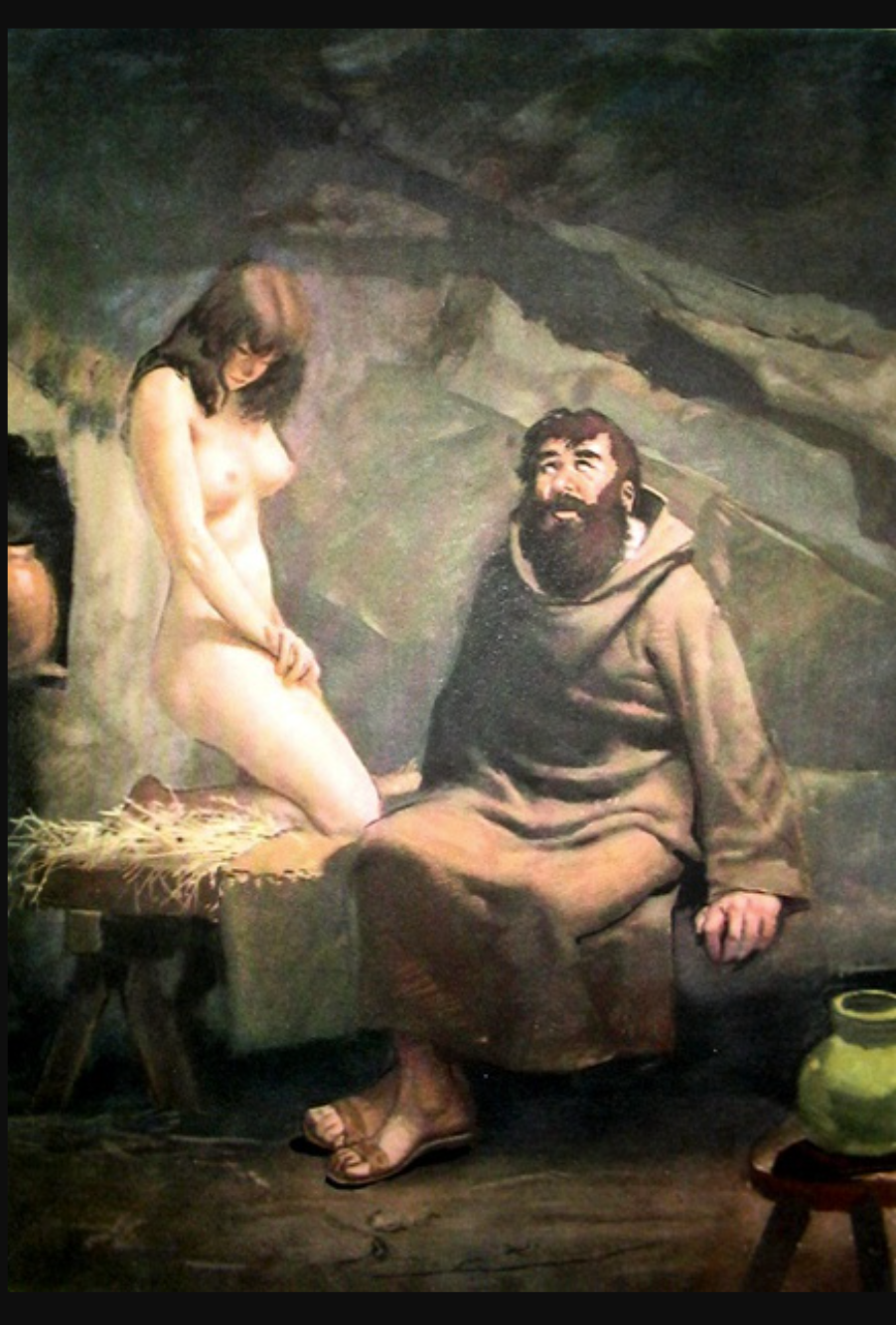
Une de ses illustrations du Décaméron de Boccace.

À la libération, il fut incarcéré pour collaboration. Bientôt remis en liberté, attendu qu'aucun crime ne pouvait lui être imputé, il se trouva néanmoins tenu à l'écart pendant plusieurs mois, la plupart des clients le jugeant en effet trop compromis.
Il reprit ses activités graphiques à partir de 1946 et se consacra désormais surtout au dessin publicitaire, en changeant légèrement de style. Il créa quelques affiches pour le Movimento Sociale Italiano, ou MSI (Mouvement social italien), parti d'extrême droite nouvellement créé, et pour des associations d'anciens combattants, mais en même temps produisit des dessins érotiques très explicites pour le compte d'un éditeur anglais et de l’éditeur français Lisieux, pour lequel il illustra Théophile le satire.
À partir de 1947, après qu'il eut lancé sa propre agence de graphisme, ses dessins publicitaires vinrent à nouveau orner les murs des villes et campagnes italiennes ; parmi ses commanditaires figuraient un fabricant de fromage, un autre de vermouth, un constructeur de motos, un producteur de dentifrice, une société d'assurances, un parfumeur, etc.
Si son activité était alors avant tout publicitaire, il dessina aussi pour les revues Il Travaso delle idee, Incanto, Paradiso et Sette. Pour ce dernier titre, il proposera une nouvelle pin-up, La Signorina Sette, avatar idéalisé du personnage créé autrefois pour Le Grandi Firme, mais la mort inopinée du dessinateur, des suites d'une pleurésie, interrompit la collaboration avec la revue.
La mort le surprit alors qu'il travaillait à l'illustration du Décaméron de Boccace, projet pour lequel il laissa achevées une centaine de planches en couleurs, qui furent ses dernières œuvres. Après lui viendront achever le travail les graphistes Sante Albertarelli, Guido Bertoletti, Giorgio De Gaspari et Walter Molino, et l'ouvrage sera finalement publié par les éditions d'art milanais À la chance du bibliophile en 1955.
Environ 350 de ses affiches publicitaires font partie de la Collection Salce, conservée au musée municipal Luigi Bailo de Trévise.

### Lapin-upméditerranéenne

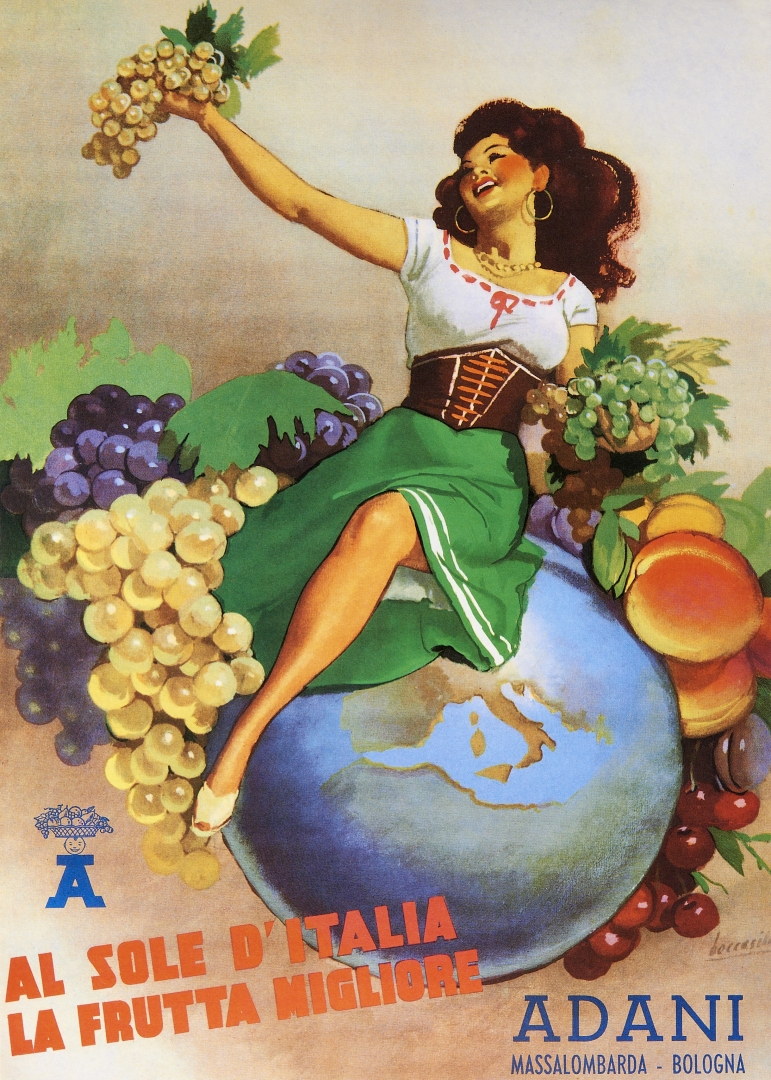
Publicité, vers 1950

Boccasile peut être considéré comme le créateur d'un type particulier de pin-up, la pin-up méditerranéenne. Le type de femme, à la plastique idéale, qu'il lui plaisait de mettre en scène dans ses dessins, apparaît, à l'opposé de la pin-up américaine, plutôt charnue, affriolante, au sourire radieux et d'un physique méditerranéen, et, du reste, se prêtait fort bien à l'image positive que le régime fasciste entendait diffuser. Il n'en était d'ailleurs pas autrement dans ses affiches publicitaires, où la communication du message était très souvent confiée à de jeunes femmes aux agréables rondeurs et aux vêtements moulants.
À la fin des années 1940 et au début des années 1950, il illustra les couvertures de la revue parisienne Paris Tabou. Les jeunes femmes aux formes idéales conçues par Boccasili à cette occasion déterminent un type de pin-up distinct de leurs collègues américaines : légèrement plus plantureuses, plus européennes, sans doute moins universelles, elles révèlent, dans leurs formes maternelles, quelques liens avec les femmes italiennes des anciennes affiches de propagande : si les figures féminines de Paris Tabou sont présentées avec les accessoires de séduction usuels, elles sont elles aussi, comme les femmes de Boccasile de l'entre-deux-guerres, souriantes, débordantes de vie et de jeunesse, et surgissent dans des scènes de la vie quotidienne — mais avec, en l'espèce, cet élément particulier, que Boccasile fait intervenir un petit garçon, lequel rappelle fortement le chérubin de la Renaissance italienne, pour instrumentaliser la scène afin de mettre à découvert tel ou tel attribut érotique ou tel ou tel zone du corps féminin. Gino Boccasile, s'il respectait essentiellement le code graphique des pin-ups, notamment en ce qu'il les présentait dans une situation improbable et irréelle, parvint, par ce subterfuge du garçonnet espiègle, substitut du spectateur voyeur, à renouveler l'art des pin-ups tout en restant dans sa tradition. Grâce à ce chérubin, l'érotisation reste légère et innocente, et l'homme est de nouveau admis à pénétrer dans l'intimité des femmes, privilège auquel n'ont accès que les tout jeunes garçons, permettant ainsi aux spectateurs masculins de renouer avec leurs premiers fantasmes et émois.
Le critique Faeti note pour sa part en 1981 : « La jambe, la fameuse jambe de Boccasile, accumule les citations anciennes et neuves, stimule et rassure, inquiète et tourmente ; si elle rend explicite l'appel sexuel, elle trace en même temps les limites précises d'un éros casanier, reproductif, contingenté ».

## Postérité
En mai 2010 fut présenté au public un court-métrage intitulé Signor Gi Bi, qui retrace la vie et la carrière de Gino Boccasile. Ce film, réalisé grâce aux fonds de la Apulia Film Commission et avec le soutien de la municipalité de Corato, est mis en scène par l'acteur et réalisateur de cinéma Nico Cirasola, et tourné essentiellement dans les Pouilles (à Bari et à Corato) et, pour quelques scènes, sur le lac de Garde.